# 敬信
宗室敬信（1832年—1907年）、敬信，字子斋，諡文恪，愛新覺羅氏，清朝宗室、官员。

## 生平
早年擔任宗人府效力筆帖式。咸豐七年，任七品筆帖式。同治元年，委署主事，同治九年，任理事官。光緒元年，監修普祥峪，光緒二年，任戶部銀庫郎中。光緒三年，任普祥峪工程處監督。光緒五年，改內閣侍讀學士、太常寺卿。次年，任內閣學士、正紅旗蒙古副都統、刑部右侍郎。光緒八年，署左翼前鋒統領、右翼監督、管理火器營事務，后署正黃旗蒙古副都統，任兵部右侍郎、工部左侍郎。光緒九年，改鑲藍旗滿洲副都統，戶部右侍郎兼管錢法堂事務。次年，任禮部右侍郎，兼署工部右侍郎兼管錢法堂事務。光緒十年，任鑲白旗漢軍副都統、專操大臣，署鑲紅旗蒙古副都統，任經筵講官。光緒十二年，任鑲白旗滿洲副都統、禮部左侍郎，署正藍旗滿洲副都統，任玉牒館副總裁，承修會典館工程。光緒十三年，管理三庫事務。次年，署吏部右侍郎、正藍旗滿洲副都統，任戶部右侍郎兼管錢法堂事務。光緒十五年，任吏部右侍郎。光緒十六年，任會試知貢舉、署理右翼總兵。光緒十七年，任鑲黃旗滿洲副都統，兼署都察院左都御史、正藍旗護軍統領。光緒十八年，任吏部左侍郎，賜紫禁城內騎馬，任查倉大臣。光緒十九年，任都察院左都御史。光緒二十年，任兵部尚書，管理御鳥槍處事務，后任正白旗蒙古都統、總理各國事務衙門行走，兼署理藩院尚書。光緒二十一年，任戶部尚書、署步軍統領。光緒二十六年，重任兵部尚書、留京辦事大臣，署步軍統領。后改任戶部尚書，留京辦理旗務。同年任吏部尚書，兼署禮部尚書。光緒二十九年，升任協辦大學士。同年授體仁閣大學士，因病乞休。
有子宗室墨麒、宗室玉麒。